# Historia de la geodesia

Esquema de cómo calculó Eratóstenes la circunferencia terrestre.

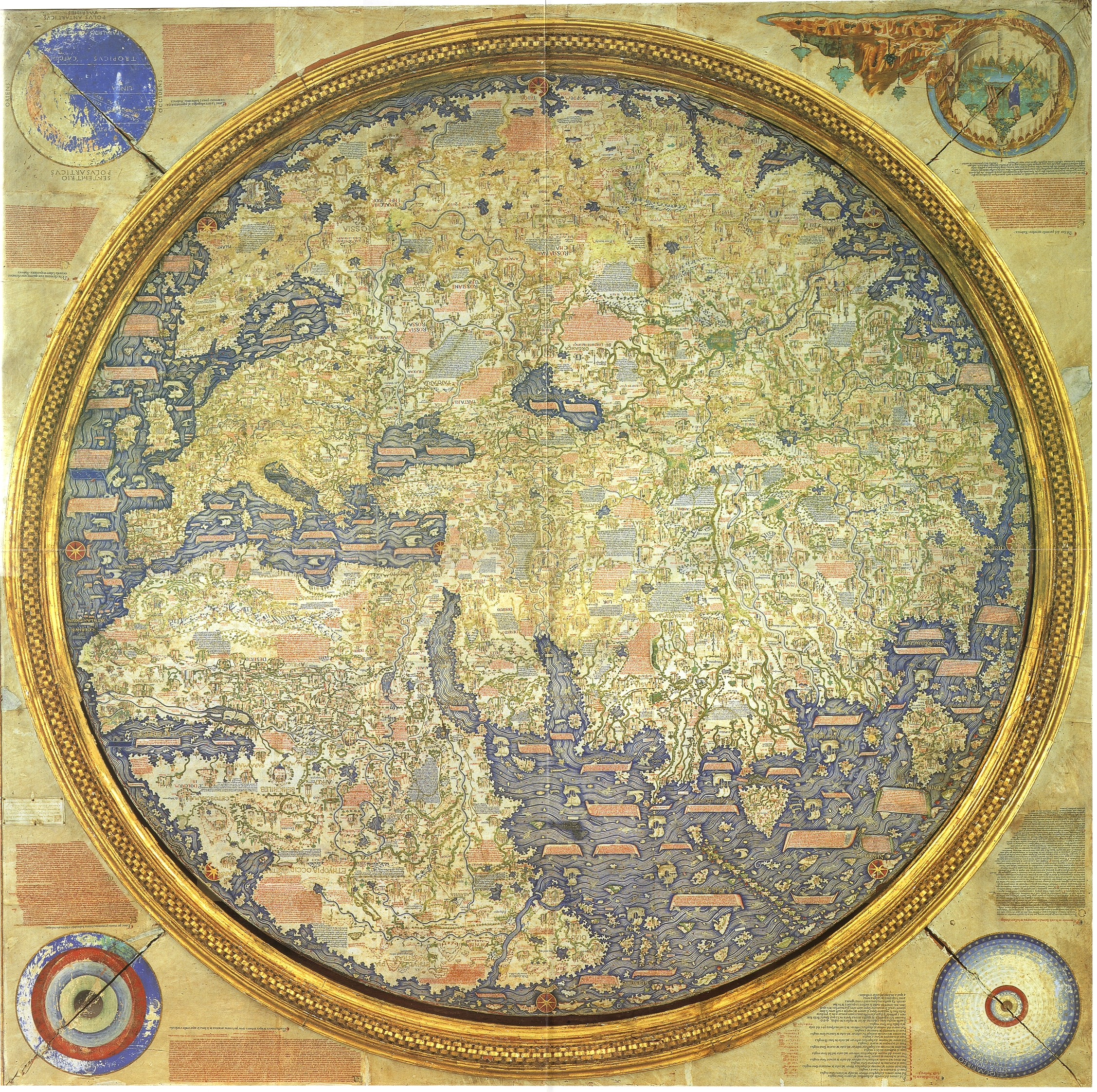
Mapa del Mundo realizado por Fra Mauro, año 1459.

Arco geodésico de Struve, una serie de 34 hitos para mediciones geodésicas repartidos en diez países europeos, declarado Patrimonio de la Humanidad en 2005

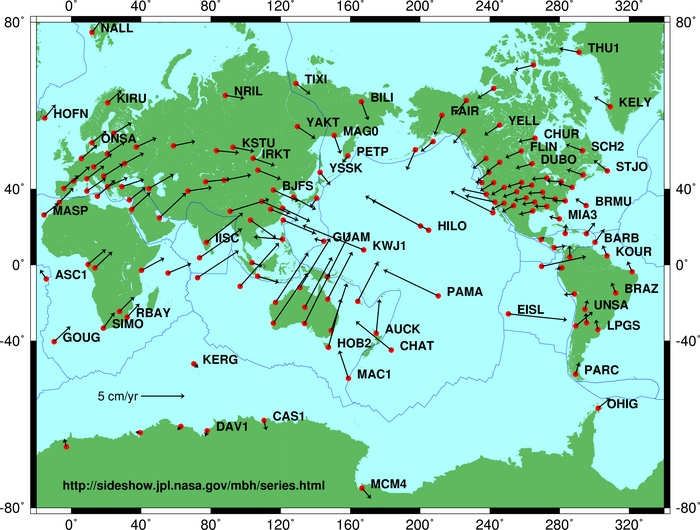
La medición de la deriva continental es posible gracias al sistema de posicionamiento global GPS

La historia de la geodesia, entendida como la disciplina científica que se ocupa de la medición y representación de la Tierra, comenzó en la antigüedad precientífica y floreció durante la Era de la Ilustración.
Las primeras ideas sobre la figura de la Tierra sostenían que la Tierra era plana (ver: Tierra plana) y que los cielos eran una cúpula física que se extendía sobre ella. Dos de los primeros argumentos a favor de una Tierra esférica fueron que los eclipses lunares se veían como sombras circulares, que solo podían ser causadas por una Tierra esférica, y que la estrella Polaris se veía más abajo en el cielo a medida que se viajaba hacia el sur.
La geodesia, que tiene el mismo origen de la geometría, fue desarrollada en las altas culturas del oriente medio, con el objetivo de levantar y dividir las propiedades en parcelas. Las fórmulas usadas para calcular áreas, generalmente empíricas, fueron usadas por los agrimensores romanos y se encuentran también en los libros griegos, por ejemplo, de Herón de Alejandría, que inventó la dioptra, el primer instrumento geodésico de precisión, que también permitía la nivelación que aumentaba la serie de instrumentos geodésicos (groma, gnómon, mira, trena). Perfeccionó aun el instrumento de Ctesibio para medir grandes distancias. Alejandro Magno también llevó a bematistas para levantar los territorios conquistados.
Después de descubrir la forma esférica de la Tierra, Eratóstenes determinó por primera vez el diámetro del globo terráqueo. Hiparco, Herón y Ptolomeo determinaban la longitud geográfica observando los eclipses lunares en el mismo instante, en dos puntos cuya distancia ya les era conocida por anteriores mediciones.
Esos métodos llegaron a la Edad Media a través de los libros de los agrimensores romanos y árabes, que también usaban el astrolabio, el cuadrante y el 'bastón de Jacobo'. Desde el siglo XIII, los geodestas también usaron la brújula. En el siglo XVI, S. Münster y R. Gemma Frisius, desarrollaron los métodos de la intersección que permitían el levantamiento de grandes áreas. El nivel hidrostático de Heron, desde hace varios siglos olvidado, fue reinventado en el siglo XVII.
En el año 1617 comenzó una nueva era, cuando el neerlandés W. Snellius inventó la triangulación para el levantamiento de áreas grandes como regiones o países. La primera aplicación de la triangulación fue el levantamiento de Württemberg hecho Wilhelm Schickard. En esa época, la geodesia fue redefinida como «la ciencia y tecnología de la medición y de la determinación de la figura terrestre». Jean Picard realizó la primera medición de un arco en el sur de París, cuyos resultados iniciaron una disputa científica sobre la geometría de la figura terrestre.
El elipsoide de rotación, achatado en los polos, fue definido por Isaac Newton en 1687, con su hipótesis de gravitación, y por Christiaan Huygens en 1690, basándose en la teoría cartesiana del remolino. La forma del elipsoide casaba bien con algunas observaciones antes inexplicadas, como la observada por Jean Richer en 1672 sobre el retraso de un reloj pendular en Cayena, calibrado en París, o del hecho del péndulo del segundo cuya longitud aumentaba al aproximarse a la línea del ecuador.
La Académie des sciences de París mandó realizar mediciones de arcos meridianos en dos diferentes altitudes del globo, una (1735-45 1751) por Pierre Bouguer y Charles Marie de La Condamine en el Ecuador, y otra 1736/37 en Finlandia, por Pierre Louis Maupertuis, Alexis-Claude Clairaut y Anders Celsius. Estas mediciones tenían como único objetivo la confirmación de la tesis de Newton y Huygens, aplicando los últimos conocimientos de la astronomía y los métodos más modernos de medición y rectificación de la época, como constantes astronómicas perfeccionadas (precesión, aberración de la luz, refracción atmosférica), nutación del eje terrestre, medición de la constante de gravitación con péndulos y la corrección del desvío de la vertical, 1738 observado por la primera vez por P. Bouguer en las mediciones en el Chimborazo (Ecuador).
Juntamente con la remedición del arco de París por César-François Cassini de Thury y Nicolas Louis de Lacaille, la rectificación de las observaciones confirmó el achatamiento del globo terráqueo y, con ello, del elipsoide de rotación como figura matemática y primera aproximación de la geometría de la Tierra. En 1743, Clairaut publicó los resultados en su obra clásica sobre la geodesia. En los años siguientes, la base teórica fue perfeccionada, en primer lugar por d'Alembert (Determinación del achatamiento de la Tierra a través de la precesión y nutación) y también por Laplace, que determinó el achatamiento únicamente a través de observaciones del movimiento de la Luna, tomando en cuenta la variación de la densidad de la Tierra.
El desarrollo del cálculo de probabilidades (Laplace, 1818) y del método de los Mínimos Cuadrados (C. F. Gauss, 1809) perfeccionaron la rectificación de observaciones y mejoraron los resultados de las triangulaciones. El siglo XIX comenzó con el descubrimiento de Laplace, que la figura física de la tierra es diferente del elipsoide de rotación, comprobado por la observación de desvíos de la vertical como diferencias entre latitudes astronómicas y geodésicas. En 1873 J. B. Listing usó, por primera vez, el nombre geoide para la figura física de la Tierra. El final del siglo fue marcado por los grandes trabajos de mediciones de arcos meridianos de los geodesistas junto con los astrónomos, para determinar los parámetros de aquel elipsoide que tiene la mejor aproximación con la Tierra física. Los elipsoides más importantes eran los de Friedrich Bessel (1841) y de Clarke (1886 1880).
La moderna geodesia moderna comienza con los trabajos de Helmert, que usó el método de superficies en lugar del método de 'medición de arcos' y extendió el teorema de Claireau para los elipsoides de rotación introduciendo el 'esferoide normal'. En 1909 Hayford aplicó este método para levantar todo el territorio de los Estados Unidos.
En el siglo XX se formaron asociaciones para realizar proyectos de dimensión global como la Association géodésique internationale (1886-1917, con la central en Potzdam) o la L'Union géodésique et géophysique internationale (1919). La disciplina recibió un nuevo empuje gracias a la computación, que facilitó el ajuste de las redes continentales de triangulación, y del uso de los satélites artificiales para la medición de redes globales de triangulación y para mejorar el conocimiento sobre el geoide. Helmut Wolf describió la base teórica para un modelo libre de hipótesis de una geodesia tridimensional que, en forma del WGS84, facilitó la definición de posiciones, midiendo las distancias espaciales entre varios puntos vía GPS, y vino el fin de la triangulación, y la fusión entre la geodesia superior y la geodesia inferior (la topografía).
Entre los desafíos de la futura geodesia se encuentran la determinación del geoide como superficie equipotencial arriba y abajo de la superficie física de la tierra (W=0) y la geodesia dinámica para determinar la variación de la figura terrestre a lo largo del tiempo con fines teóricos (datos de observación para la comprobación de la teoría de Wegener) y prácticos (determinación de terremotos, etc.).

## Mundo antiguo
Los primeros griegos, en sus especulaciones y teorizaciones, sostenían que la Tierra era un disco plano, idea defendida por Homero, hasta el cuerpo esférico postulado por Pitágoras. La idea de Pitágoras fue apoyada más tarde por Aristóteles. Pitágoras era un matemático y para él la figura más perfecta era una esfera; por ello razonó que los dioses crearían una figura perfecta y, que por lo tanto, la Tierra sería creada con una forma esférica. Anaxímenes, uno de los primeros filósofos griegos, creía firmemente que la Tierra tenía forma rectangular.
Dado que la forma esférica fue la más ampliamente apoyada durante la época griega, siguieron después los esfuerzos para determinar su tamaño. Aristóteles informó que los matemáticos habían calculado la circunferencia de la Tierra (que es un poco más de 40 000 km) en 400 000 estadios (entre 62 800 y 74 000 km) mientras que Arquímedes declaró un límite superior de 3 000 000 estadios (483 000 km) utilizando el estadio helénico que los estudiosos generalmente consideran que es de 185 metros o 1⁄9 de una milla geográfica.

### Mundo helenístico

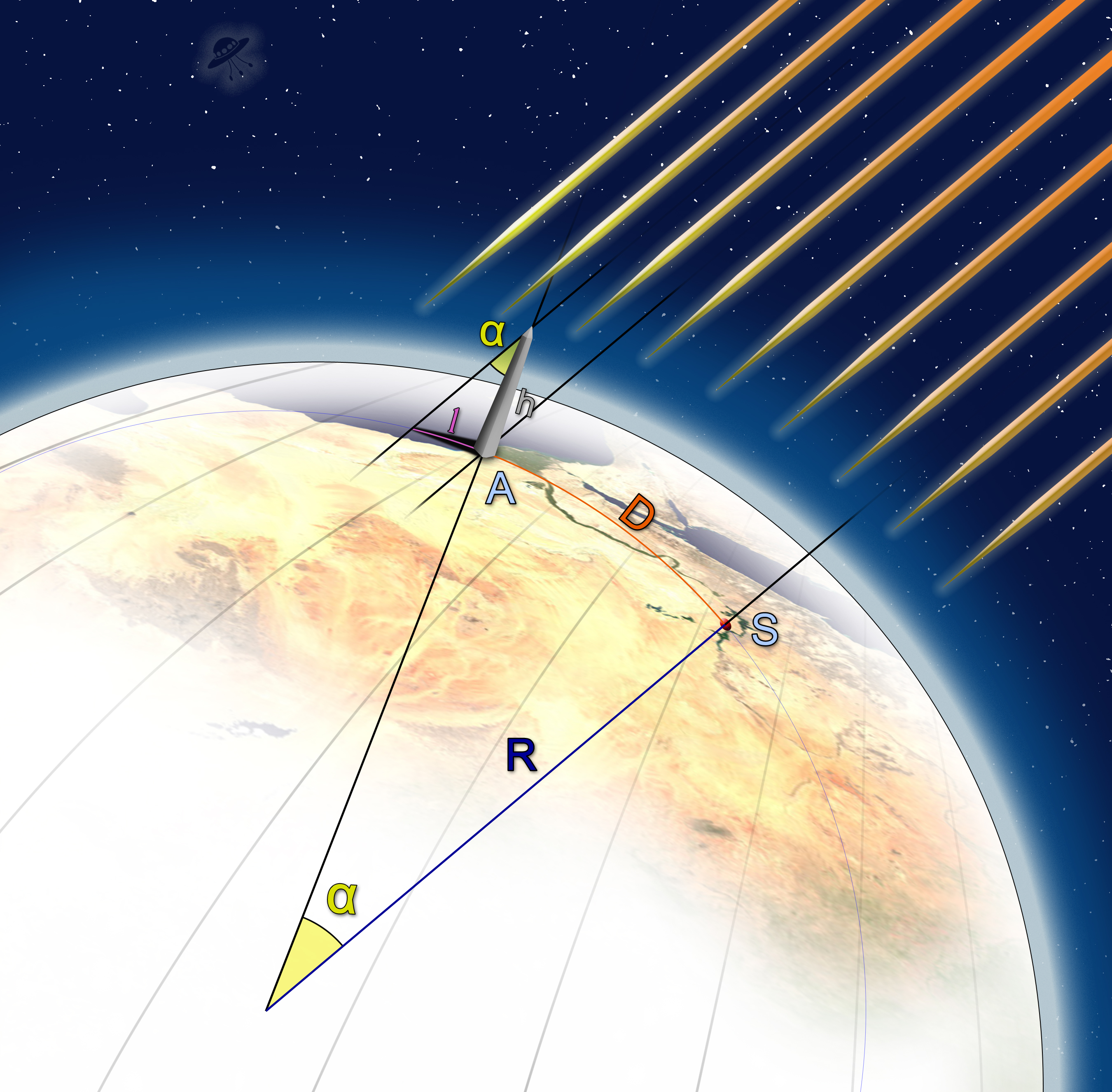
Medida de la circunferencia de la Tierra según la versión simplificada de Cleomedes, basada en la suposición errónea de que Syene está en el Trópico de Cáncer y en el mismo meridiano que Alejandría

En Egipto, un erudito y filósofo griego, Eratóstenes (276-195 a. C.) midió la circunferencia de la Tierra con gran precisión. Estimó que el meridiano tenía una longitud de 252 000 estadios, con un error sobre el valor real de entre -2,4% y +0,8% (asumiendo un valor para el estadio entre 155 y 160 m). Eratóstenes describió su técnica en un libro titulado Sobre la medida de la Tierra, que no se ha conservado.
El método de Eratóstenes para calcular la circunferencia de la Tierra se ha perdido; lo que se ha conservado es la versión simplificada descrita por Cleomedes para popularizar el descubrimiento. Cleomedes invitaba a su lector a considerar dos ciudades egipcias, Alejandría y Syene (la moderna Assuan):
1. Cleomedes asumió que la distancia entre Siena y Alejandría era de 5000 estadios (una cifra que era comprobada anualmente por bematistas profesionales, mensores regii);[4]
2. asumió la hipótesis simplificada (pero falsa) de que Syene estaba precisamente en el Trópico de Cáncer, diciendo que al mediodía local del solsticio de verano el Sol estaba directamente sobre su cabeza;
3. asumió la hipótesis simplificada (pero falsa) de que Syene y Alejandría estaban en el mismo meridiano.

Bajo los supuestos anteriores, decía Cleomedes, se puede medir el ángulo de elevación del Sol al mediodía del solsticio de verano en Alejandría, usando una varilla vertical (un gnomon) de longitud conocida y midiendo la longitud de su sombra en el suelo; entonces será posible calcular el ángulo de los rayos del Sol, que, según él, era de aproximadamente 7°, o 1⁄50 de la circunferencia de un círculo. Tomando la Tierra como esférica, la circunferencia de la Tierra sería cincuenta veces la distancia entre Alejandría y Syene, es decir 252 000 estadios. Dado que 1 estadio egipcio es igual a 157,5 metros, el resultado es 39 375 km, que es un 1,4% menos que el valor real de 39 941 km.
El método de Eratóstenes era en realidad más complicado, como afirmó el mismo Cleomedes, cuyo propósito era presentar una versión simplificada de la descrita en el libro de Eratóstenes. El método se basaba en varios viajes de agrimensura realizados por bematistas profesionales, cuyo trabajo consistía en medir con precisión la extensión del territorio de Egipto con fines agrícolas y relacionados con los impuestos. Además, el hecho de que la medida de Eratóstenes correspondiera precisamente a 252 000 estadios podría ser intencional, ya que ese es un número que se puede dividir por todos los números naturales del 1 al 10: algunos historiadores creen que Eratóstenes cambió el valor de 250 000 estadios escrito por Cleomedes a ese nuevo valor para simplificar los cálculos; otros historiadores de la ciencia creen que Eratóstenes introdujo una nueva unidad de longitud basada en la longitud del meridiano, como afirma Plinio, quien escribe sobre el estadio «según la relación de Eratóstenes».
Posidonio fue otro erudito griego que hizo una medición antigua y paralela posterior del tamaño de la Tierra. Señaló que la estrella Canopus estaba oculta a la vista en la mayor parte de Grecia, pero que simplemente rozaba el horizonte en Rodas. Se supone que Posidonio midió la elevación angular de Canopus en Alejandría y determinó que el ángulo era 1⁄48 de círculo. Usó una distancia de Alejandría a Rodas, 5000 estadios, por lo que calculó la circunferencia de la Tierra en estadios como 48 veces 5000, esto es 240 000 estadios. Algunos estudiosos ven estos resultados como afortunadamente semi-precisos debido a la cancelación de errores. Pero dado que las observaciones de Canopus estaban equivocadas en más de un grado, el «experimento» puede no ser mucho más que un reciclaje de los números de Eratóstenes, alterando 1⁄50 a la 1⁄48 correcta de un círculo. Más tarde, él o un seguidor suyo, parece haber alterado la distancia base para estar de acuerdo con la cifra de Eratóstenes de Alejandría a Rodas de 3750 estadios, ya que la circunferencia final de Posidonio era 148 000 estadios, lo que equivale a 48×3750 estadios. La circunferencia de 180 000 estadios de Posidonius es sospechosamente cercana a la que resulta de otro método de medir la tierra, el de cronometrar los atardeceres oceánicos desde diferentes alturas, un método que es inexacto debido a la refracción atmosférica horizontal.
Los tamaños de la Tierra más grandes y más pequeños mencionados anteriormente fueron los utilizados por Claudio Ptolomeo en diferentes momentos, 250 000 estadios en su Almagesto y 180 000 estadios en su posterior Geographia. Su conversión a mitad de su carrera resultó en la exageración sistemática de los grados de longitud en el Mediterráneo en ese último trabajo por un factor cercano a la proporción de los dos tamaños seriamente diferentes discutidos aquí, lo que indicaría que el tamaño convencional de la tierra fue lo que cambió, no el estadio.

### India antigua
El matemático indio Aryabhata (476-550 d. C.) fue un pionero de la astronomía matemática. Describió la tierra como esférica y girando sobre su eje, entre otras cosas en su obra Āryabhaṭīya. La obra Aryabhatiya está dividida en cuatro secciones. Gitika, Ganitha (matemáticas), Kalakriya (cálculo del tiempo) y Gola (esfera celeste). El descubrimiento de que la tierra giraba sobre su propio eje de oeste a este se describe en Aryabhatiya (Gitika 3,6; Kalakriya 5; Gola 9,10). explicando que el movimiento aparente de los cuerpos celestes era solo una ilusión (Gola 9), lo que hacía con el siguiente símil:

Así como un pasajero en un bote que se mueve aguas abajo ve lo fijo (los árboles en las orillas del río) como si lo atravesara corriente arriba, un observador en la tierra ve las estrellas fijas moviéndose hacia el oeste exactamente a la misma velocidad (a la que la tierra se mueve desde de oeste a este.)

Aryabhatiya también estimó la circunferencia de la Tierra. Dio para la circunferencia de la tierra un valor de 4967 yojanas y de su diámetro como 1581+1⁄24 yojanas. La longitud de una yojana varía considerablemente según las fuentes; suponiendo que una yojana tuviese 8 km, eso daría una circunferencia de casi 39 736 km.

### Imperio romano
En la antigüedad tardía, enciclopedistas tan leídos como Macrobius y Martianus Capella (ambos del siglo V d. C.) discutieron sobre la circunferencia de la esfera de la Tierra, sobre su posición central en el universo, sobre la diferencia de estaciones en los hemisferios septentrional y meridional, y de muchos otros detalles geográficos. En su comentario sobre El sueño de Escipión de Cicerón, Macrobio describió la Tierra como un globo de tamaño insignificante en comparación con el resto del cosmos.

## Mundo islámico

Diagrama que ilustra un método propuesto y utilizado por Al-Biruni (973-1048) para estimar el radio y la circunferencia de la Tierra

Los eruditos musulmanes, que se aferraban a la teoría de la Tierra esférica, la utilizaron para calcular la distancia y la dirección desde cualquier punto de la Tierra hasta La Meca. Esto determinaba la Qibla, o dirección musulmana de la oración. Los matemáticos musulmanes desarrollaron la trigonometría esférica que se utilizaba en esos cálculos.
Alrededor del año 830, el califa al-Ma'mun encargó a un grupo de astrónomos que probaran la medición del arco de Eratóstenes para determinar la longitud de un grado de latitud, utilizando una cuerda para medir la distancia recorrida hacia el norte o el sur en una tierra desértica plana hasta llegar a un lugar donde la altitud del Polo Norte hubiera cambiado en un grado. El resultado de la medición del arco de Al-Ma'mun se describe en diferentes fuentes como 66 millas 2⁄3, 56.5 millas y 56 millas. La cifra que utilizó Alfraganus con base en estas medidas fue de 56 2⁄3 millas, lo que da una circunferencia de la Tierra de 38 625 km.
En contraste con sus predecesores que midieron la circunferencia de la Tierra al observar el Sol simultáneamente desde dos lugares diferentes, Abu Rayhan al-Biruni (973-1048) desarrolló un nuevo método al usar cálculos trigonométricos basados en el ángulo entre una llanura y la cima de una montaña, lo que suponía mediciones más simples de la circunferencia de la Tierra y permitieron que una única persona pudiera medirla desde un único lugar. La motivación del método de Al-Biruni era evitar «caminar por desiertos cálidos y polvorientos» y la idea se le ocurrió cuando estaba en la cima de una montaña alta en la India (Pind Dadan Khan, en la actualidad, Pakistán). Desde lo alto de la montaña, avistó el ángulo de caída que, junto con la altura de la montaña (que calculó de antemano), aplicó a la fórmula de la ley de los senos. Si bien se trataba de un método nuevo e ingenioso, Al-Biruni no estaba al tanto de la refracción atmosférica. Para obtener el ángulo de inclinación verdadero, el ángulo de inclinación medido debía corregirse en aproximadamente 1⁄6, lo que significa que incluso con una medición perfecta, su estimación solo podría haber sido precisa dentro de aproximadamente el 20%.
Los astrónomos y geógrafos musulmanes eran conscientes de la declinación magnética en el siglo XV, cuando el astrónomo egipcio 'Abd al-'Aziz al-Wafa'i (fall. 1469/1471) la midió como de 7 grados desde El Cairo.

## Europa medieval
Al revisar las cifras atribuidas a Posidonio, otro filósofo griego determinó la circunferencia de la Tierra era de 29 000 km. Esta última cifra fue promulgada por Ptolomeo a través de sus mapas del mundo. Los mapas de Ptolomeo influyeron fuertemente en los cartógrafos de la Edad Media. Es probable que a Cristóbal Colón, utilizando tales mapas, le hicieran creer que Asia estaba a sólo 4800−6400 km al oeste de Europa.[cita requerida]
Sin embargo, la visión de Ptolomeo no era universal, y el capítulo 20 de Mandeville's Travels (c. 1357) apoyaba el cálculo de Eratóstenes.
Hasta el siglo XVI no se revisó su concepto del tamaño de la Tierra. Durante ese período, el cartógrafo flamenco Mercator realizó sucesivas reducciones en el tamaño del mar Mediterráneo y de toda Europa que tuvieron el efecto de aumentar el tamaño de la tierra.

## Período moderno temprano
La invención del telescopio y del teodolito y el desarrollo de las tablas de logaritmos permitieron realizar medidas más exactas que ayudaron en la triangulación y en la medición del arco.

### Europa
En el renacimiento carolingio, los eruditos ya discutieron la visión de Macrobio de las antipodas. Uno de ellos, el monje irlandés Dungal, afirmó que la brecha tropical entre nuestra región habitable y la otra región habitable del sur era más pequeña de lo que Macrobius había creído.
En 1505 el cosmógrafo y explorador Duarte Pacheco Pereira calculó el valor del grado del arco de meridiano con un margen de error de solo 4%, cuando el error actual en ese momento variaba entre 7 y 15%.

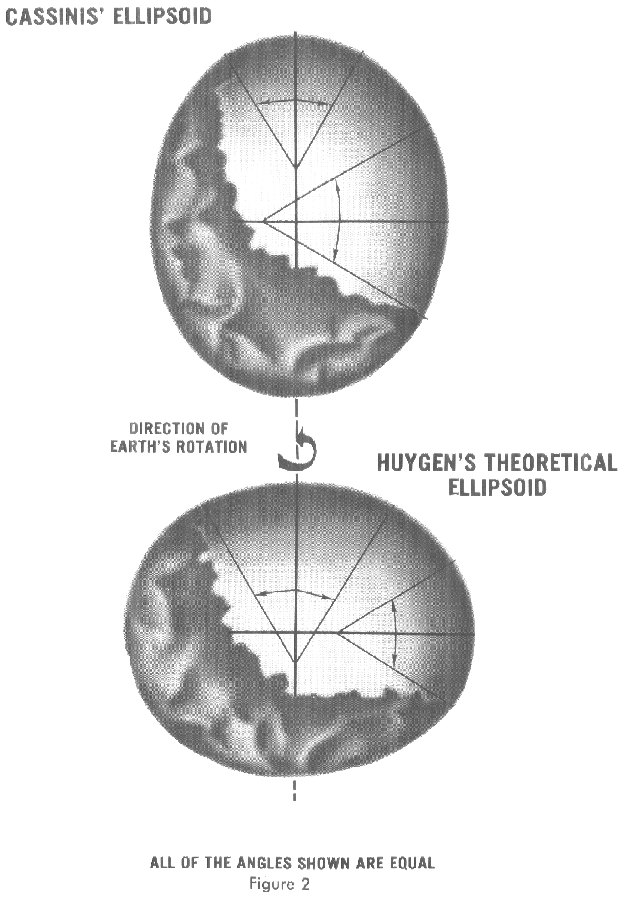
Elipsoide de Cassini; Elipsoide teórico de Huygens

Jean Picard realizó la primera medición moderna del arco de meridiano en 1669-1670. Midió una línea de base usando rodetes de madera, un telescopio (para sus medidas angulares) y logaritmos (para el cálculo). Gian Domenico Cassini, y luego su hijo, Jacques Cassini continuaron luego el arco de Picard (arco del meridiano de París) hacia el norte hasta Dunkerque y hacia el sur hasta la frontera franco-española. Cassini dividió el arco medido en dos partes, una hacia el norte, desde París, y otra hacia el sur. Cuando calculó la longitud de un grado de ambas cadenas, encontró que la longitud de un grado de latitud en la parte norte de la cadena era más corta que en la parte sur (ver ilustración).
Ese resultado, de ser correcto, significaba que la tierra no era una esfera, sino un esferoide alargado (más alto que ancho). Sin embargo, esto contradecía los cálculos de Isaac Newton y Christiaan Huygens. En 1659, Christiaan Huygens había sido el primero en derivar la fórmula ahora estándar para la fuerza centrífuga en su obra De vi centrifuga. La fórmula jugó un papel central en la mecánica clásica y se conoció como la segunda de las leyes del movimiento de Newton. La teoría de la gravitación de Newton combinada con la rotación de la Tierra le llevó a predecir que la Tierra sería un esferoide achatado (más ancho que alto), con un aplanamiento de 1:230.
El problema podría resolverse midiendo, en varios puntos de la tierra, la relación entre su distancia (en dirección norte-sur) y los ángulos entre sus cenits. En una Tierra achatada, la distancia meridional correspondiente a un grado de latitud crecería hacia los polos, como se podía demostrar matemáticamente.

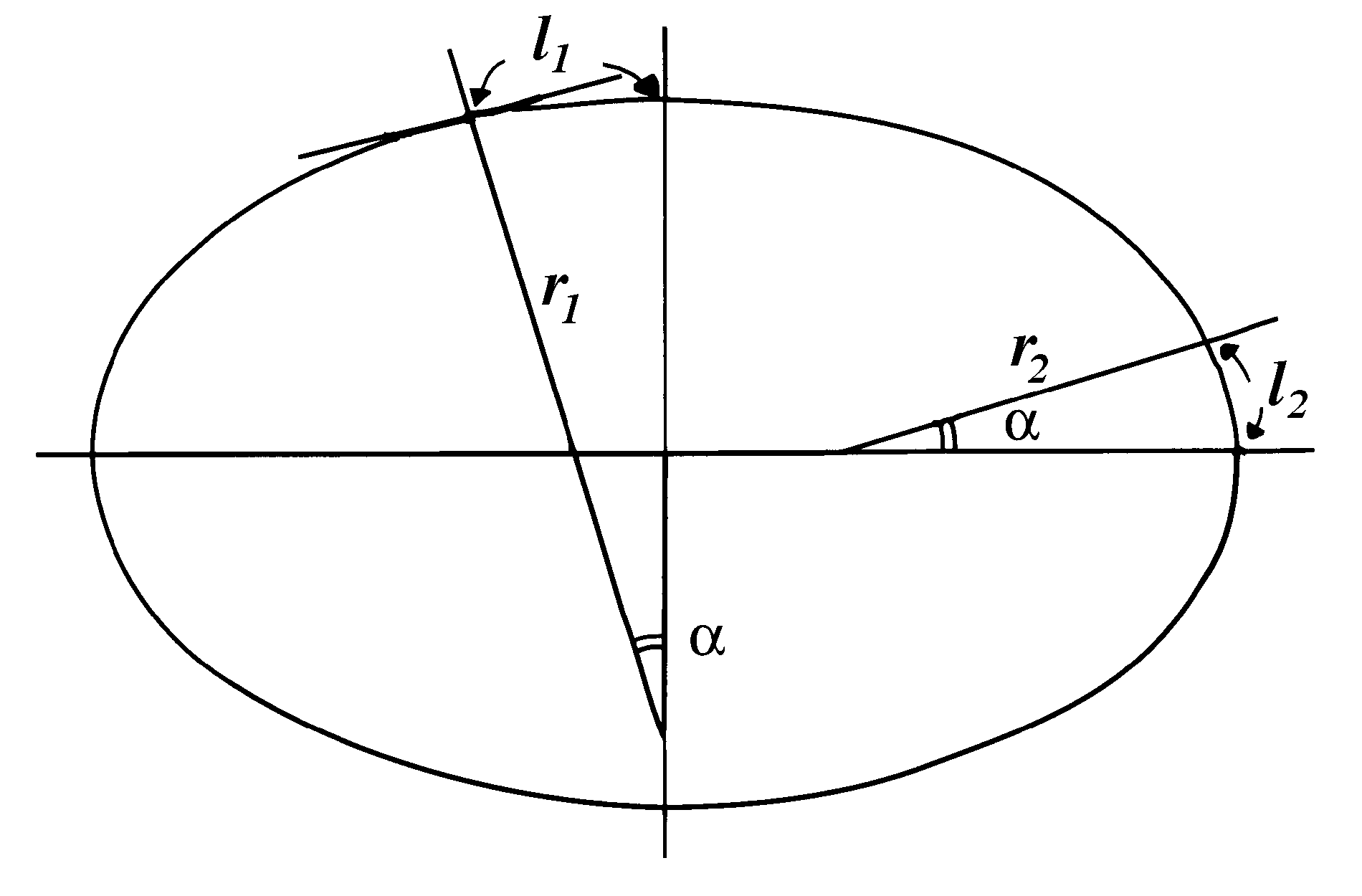
Si la Tierra tiene la forma de un elipsoide, la longitud de un grado de latitud varía con la latitud. Así, para un elipsoide achatado en los polos (caso de la figura), la longitud del grado disminuye desde los polos hacia el ecuador.

La Academia Francesa de Ciencias envió para resolverlo dos expediciones: una expedición, dirigida por Pierre Louis Maupertuis (1736-1737), fue enviada al valle de Torne (cerca del polo norte de la Tierra); la segunda, bajo el mando de Pierre Bouguer (1735-1744) y conocida como misión geodésica francesa, fue enviada a lo que es el actual Ecuador, cerca del ecuador. Sus medidas demostraron que la Tierra era achatada, con un aplanamiento de 1:210. Esta aproximación a la forma real de la Tierra se convirtió en el nuevo elipsoide de referencia.
En 1787 se llevó a cabo en Gran Bretaña la primera campaña trigonométrica precisa, la encuesta anglo-francesa (1784-1790), ejecutada por el ingeniero y agrimensor escocés William Roy (1726-1790). Su propósito era vincular los observatorios de Greenwich y París. La encuesta fue muy significativa como precursora del trabajo de la Ordnance Survey, la  agencia cartográfica nacional del Reino Unido que fue fundada en 1791, un año después de la muerte de William Roy.
Johann Georg Tralles levantó el Oberland bernés y luego todo el cantón de Berna. Poco después de la encuesta anglo-francesa, en 1791 y 1797, él y su alumno Ferdinand Rudolph Hassler midieron la base del Grand Marais (en alemán, Grosses Moos) cerca de Aarberg en Seeland. Este trabajo le valió a Tralles ser nombrado representante de la República Helvética en el comité científico internacional que se reunió en París de 1798 a 1799 para determinar la longitud del «metro».
La Academia Francesa de Ciencias había encargado otra expedición dirigida por Jean Baptiste Joseph Delambre y Pierre Méchain, que duró de 1792 a 1799, que intentó medir con precisión la distancia entre un campanario en Dunkerque y el castillo de Montjuïc en Barcelona a la longitud del Panteón de París (véase medición del arco de meridiano de Delambre y Méchain). El «metro» se definió como una diez millonésima parte de la distancia más corta desde el Polo Norte hasta el ecuador que pasaba por París, asumiendo un aplanamiento de la Tierra de 1⁄334. El comité extrapoló del levantameinto de Delambre y Méchain la distancia desde el Polo Norte hasta el Ecuador, que era de 5 130 740 toesas. Como el metro tenía que ser igual a diez millones de veces esa distancia, se definió como 0,513074 toesas o 443 296 líneas —una línea era la doceava parte de una pulgada— de la toesa de Perú (véase más abajo).

### Asia y América
Un descubrimiento realizado en 1672-1673 por Jean Richer dirigió la atención de los matemáticos a la desviación de la forma de la Tierra de una forma esférica. Este astrónomo, enviado por la Academia de Ciencias de París a Cayena, en América del Sur, con el propósito de investigar la cantidad de refracción astronómica y otros objetos astronómicos, en particular la paralaje de Marte entre París y Cayena para determinar la distancia Tierra-Sol, observó que su reloj, que había sido regulado en París para marcar los segundos, perdía alrededor de dos minutos y medio diarios en Cayena, y que para llevarlo a medir el tiempo solar medio era necesario acortar el péndulo en más de una línea (aproximadamente 1⁄12 de pulgada). Apenas se dio crédito este hecho hasta que fue confirmado por las observaciones posteriores de Varin y Deshayes en las costas de África y América.
En América del Sur,  Pierre Bouguer notó —al igual que hará  George Everest en el Gran Proyecto de Topografía Trigonométrica de la India del siglo XIX—, que la vertical astronómica tendía a ser arrastrada en la dirección de las grandes cadenas montañosas, debido a la atracción gravitacional de esos enormes montones de rocas. Como esa vertical era en todas partes perpendicular a la superficie idealizada del nivel medio del mar, o el geoide, esto significaba que la figura de la Tierra era incluso más irregular que un elipsoide de revolución. Así, el estudio de la «ondulación del geoide» se convirtió en la siguiente gran empresa en la ciencia de estudiar la figura de la Tierra.

## Siglo XIX

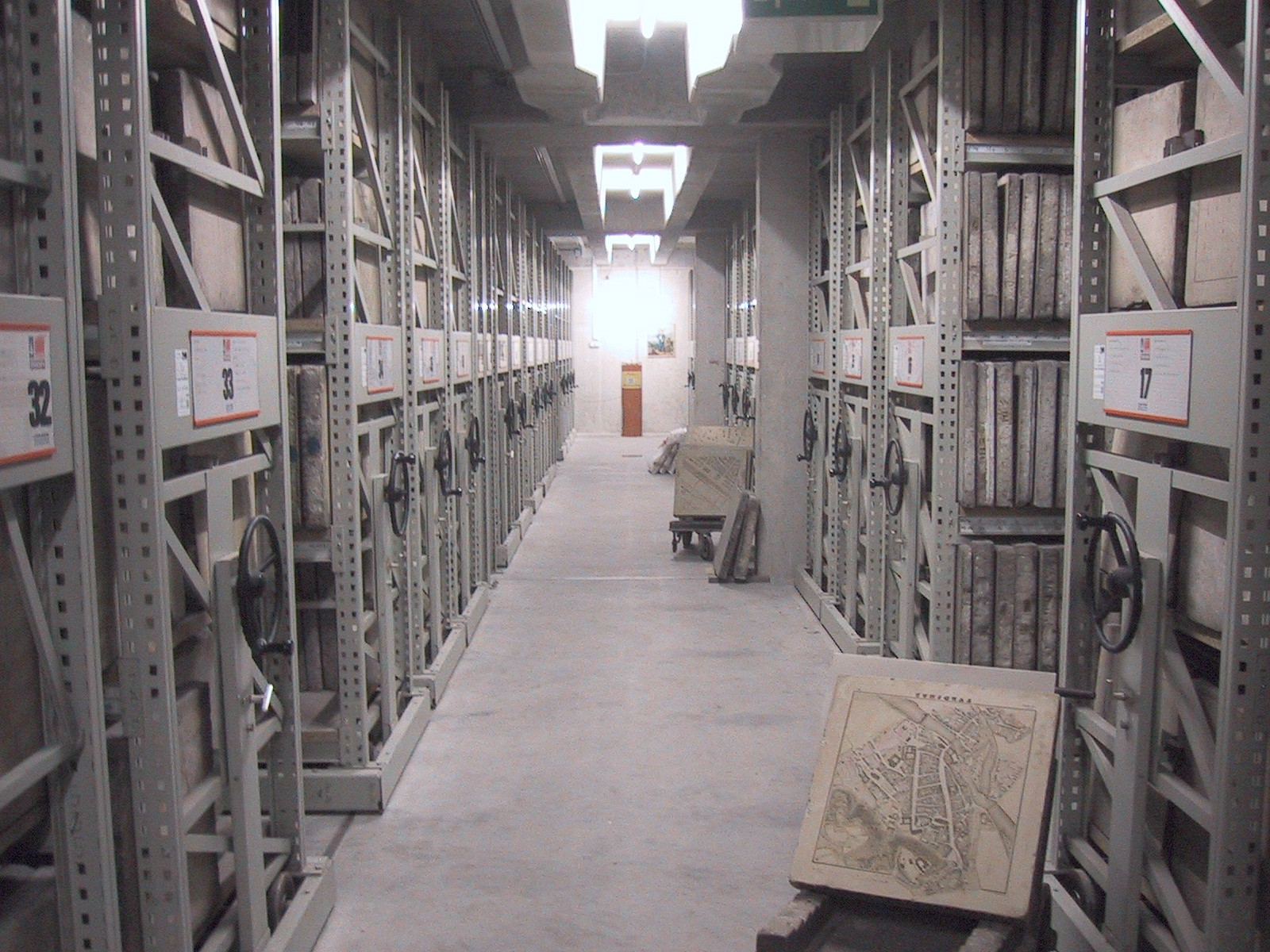
Archivo con placas de litografía de mapas de Baviera en el Landesamt für Vermessung und Geoinformation en Munich

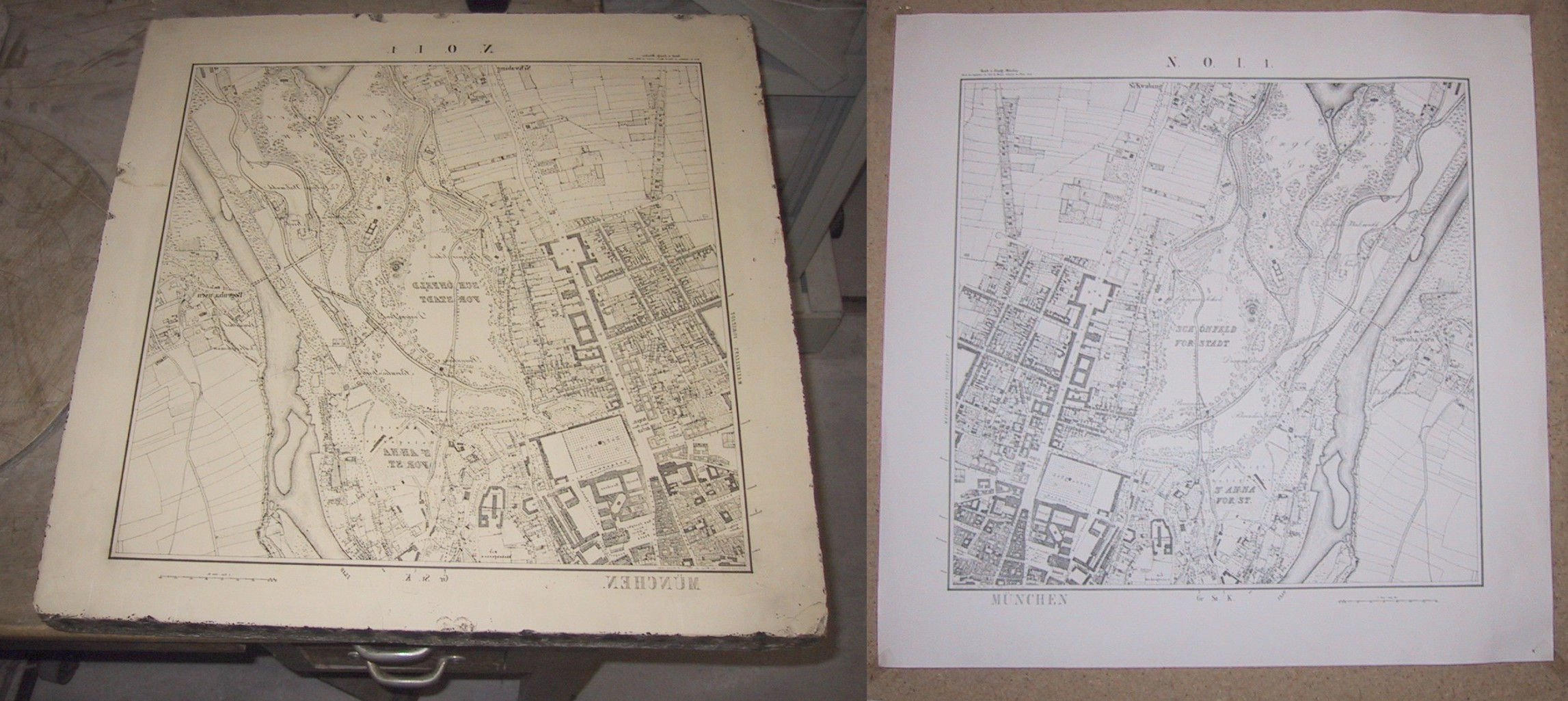
Piedra de litografía negativa e impresión positiva de un mapa histórico de Múnich

A finales del siglo XIX, varios países de Europa central establecieron el Mitteleuropäische Gradmessung (Medición del arco de Europa Central) y se formó una Oficina Central a expensas de Prusia, dentro del Instituto Geodésico de Berlín. Uno de sus objetivos más importantes era la derivación de un elipsoide internacional y disponer de una fórmula de la gravedad que debería ser óptima no solo para Europa sino también para el mundo entero. El Mitteleuropäische Gradmessung fue uno de los primeros predecesores de la International Association of Geodesy (IAG), una de las secciones constitutivas de la Unión Internacional de Geodesia y Geofísica (IUGG) que fue fundada en 1919.

### Primer meridiano y estándar de longitud

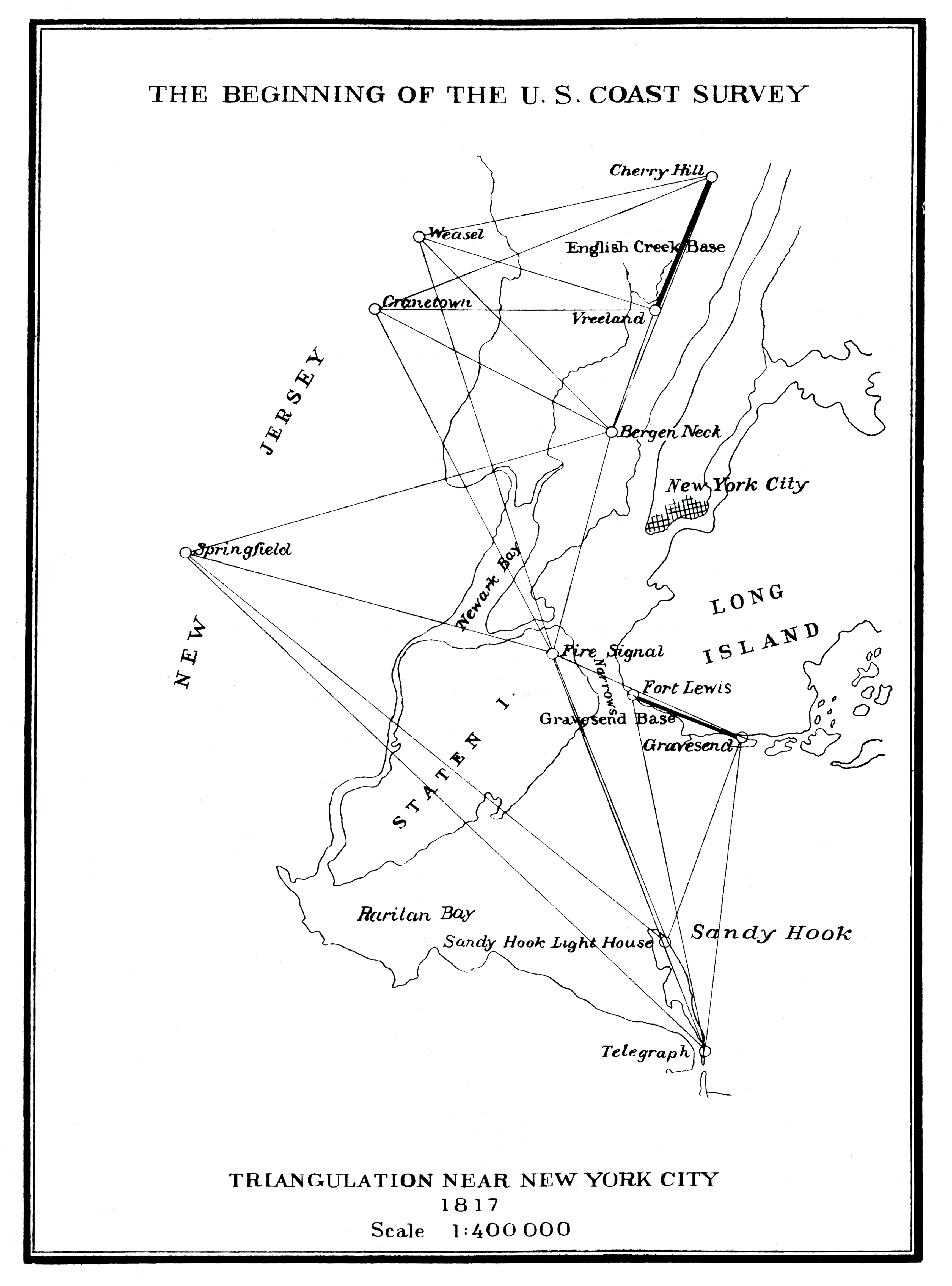
El comienzo de la prospección costera de EE. UU.

En 1811, Ferdinand Rudolph Hassler fue seleccionado para dirigir el estudio de la costa de Estados Unidos y fue enviado en misión a Francia e Inglaterra para adquirir instrumentos y patrones de medición. La unidad de longitud a la que se referían todas las distancias medidas en el estudio de la costa estadounidense es el «metro» francés, del que Hassler había llevado una copia a los Estados Unidos en 1805.

Arco geodésico de Struve

El arco de meridiano escandinavo-ruso o arco geodésico de Struve, que lleva el nombre del astrónomo alemán Friedrich Georg Wilhelm von Struve, fue una medida de grados que consistía en una red de casi 3000 km de puntos de reconocimiento geodésico. El arco geodésico de struve fue uno de los proyectos más grandes y precisos de medición de la tierra en ese momento. En 1860 Friedrich Georg Wilhelm Struve publicó su Arc du méridien de 25° 20′ entre le Danube et la Mer Glaciale mesuré depuis 1816 jusqu’en 1855. El achatamiento de la Tierra se estimó en 1⁄294.26 y el radio ecuatorial de la Tierra se estimó en 6 378 360,7 metros.
A principios del siglo XIX,  los astrónomos franceses François Arago y Jean-Baptiste Biot recalcularon con mayor precisión el arco del meridiano de París entre las Shetland y las islas Baleares . En 1821 publicaron su obra como un cuarto volumen siguiendo a los tres volúmenes de Bases du système métrique décimal ou mesure de l'arc méridien compris entre les parallèles de Dunkerque et Barcelone [Bases del sistema métrico decimal o medida del arco meridiano comprendido entre Dunkerque y Barcelona) por Delambre y Méchain.

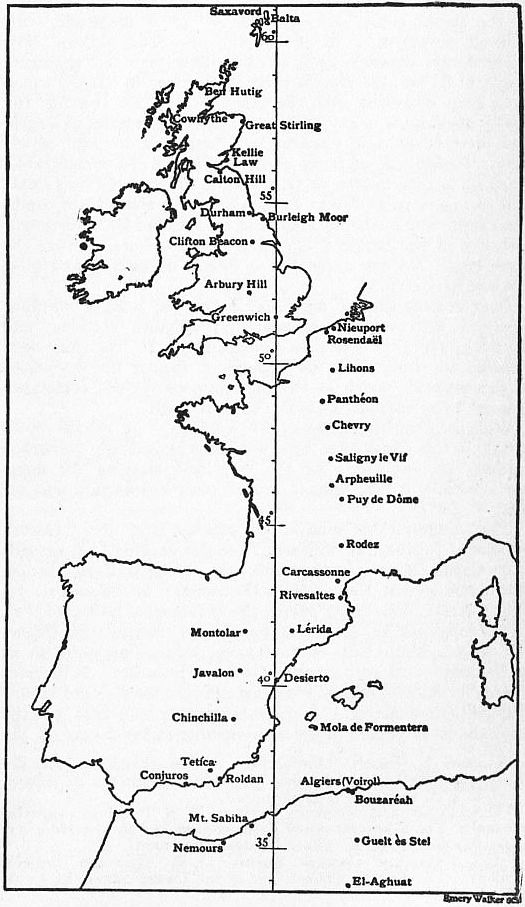
Arco meridiano de Europa occidental-África

Louis Puissant declaró en 1836 ante la Academia de Ciencias de Francia que Delambre y Méchain habían cometido un error en la medición del arco meridiano francés. Algunos pensaron que al ser la base del sistema métrico este podría ser cuestionado señalando algunos de los errores que se cometieron en la medición de los dos científicos franceses. Méchain incluso había notado una inexactitud que no se atrevía a admitir. Como ese levantamiento también era parte de la base para el mapa de Francia, Antoine Yvon Villarceau verificó, desde 1861 hasta 1866, las operaciones geodésicas en ocho puntos del arco meridiano. Se corrigieron algunos de los errores en las operaciones de Delambre y Méchain. En 1866, en la conferencia de la Asociación Internacional de Geodesia en Neuchâtel Carlos Ibáñez e Ibáñez de Ibero anunció la contribución de España a la nueva medición y extensión del arco meridiano francés. En 1870, François Perrier fue el encargado de reanudar la triangulación entre Dunkerque y Barcelona. Ese nuevo estudio del arco del meridiano de París, llamado Arco-meridiano de Europa Occidental-África por Alexander Ross Clarke, se llevó a cabo en Francia y en Argelia bajo la dirección de François Perrier desde 1870 hasta su muerte en 1888. Jean-Antonin-Léon Bassot completó la tarea en 1896. Según los cálculos realizados en la oficina central de la asociación internacional sobre el gran arco meridiano que se extendía desde las islas Shetland, pasando por Gran Bretaña, Francia y España, hasta El Aghuat en Argelia, el radio ecuatorial de la Tierra era de 6 377 935 metros, asumiéndose la elipticidad como 1⁄299.15.
Se proyectaron y se llevaron a cabo en parte ya en la primera mitad del siglo XIX muchas mediciones de grados de longitud a lo largo de los paralelos centrales en Europa; estas, sin embargo, sólo cobraron importancia después de la introducción del telégrafo eléctrico, a través del cual los cálculos de longitudes astronómicas obtuvieron un grado de precisión mucho mayor. El momento más importante fue la medida cerca del paralelo de 52° de latitud, que se extendía desde Valentia, en Irlanda, hasta Orsk en las montañas de los Urales meridionales, en los 69 grados de longitud. F. G. W. Struve, quien debe ser considerado el padre de las mediciones de los grados de latitud ruso-escandinavos, fue el autor de esa investigación. Habiendo hecho los acuerdos necesarios con los gobiernos en 1857, los transfirió a su hijo Otto, quien, en 1860, obtuvo la cooperación de Inglaterra.
En 1860, el gobierno ruso a instancias de Otto Wilhelm von Sturve invitó a los gobiernos de Bélgica, Francia, Prusia e Inglaterra a conectar sus triangulaciones para medir la longitud de un arco de paralelo en la latitud 52° y probar la precisión de la figura y dimensiones de la Tierra, derivadas de las medidas del arco del meridiano. Para combinar las medidas, fue necesario comparar los estándares geodésicos de longitud utilizados en los diferentes países. El Gobierno británico invitó a los de Francia, Bélgica, Prusia, Rusia, India, Australia, Austria, España, Estados Unidos y Cabo de Buena Esperanza a enviar sus estándares a la oficina de Southampton de la Ordnance Survey. Cabe destacar que los estándares de Francia, España y Estados Unidos se basaban en el sistema métrico, mientras que los de Prusia, Bélgica y Rusia se calibraron contra la toesa, cuyo representante físico más antiguo era la toesa de Perú, que había sido construida en 1735 por Bouguer y De La Condamine como su estándar de referencia en la Misión Geodésica Francesa, realizada en el Ecuador actual de 1735 a 1744 en colaboración con los oficiales españoles Jorge Juan y Antonio de Ulloa.

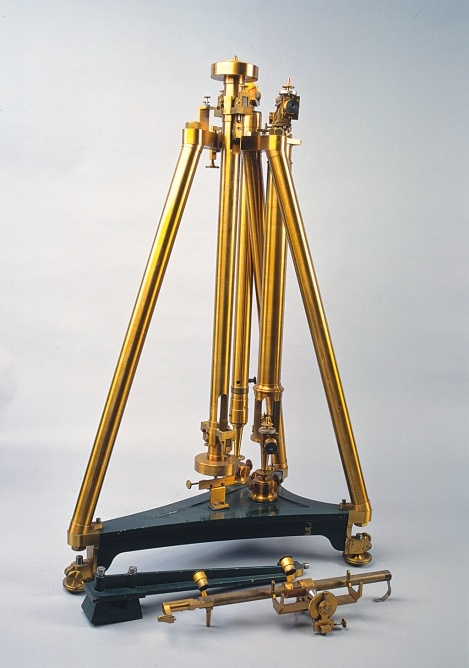
Gravímetro con variante de péndulo Repsold

Entretanto Friedrich Bessel fue el responsable de las investigaciones del siglo XIX sobre la forma de la Tierra mediante la determinación de la gravedad mediante el péndulo y el uso del teorema de Clairaut. Los estudios que realizó entre 1825 y 1828 y su determinación de la longitud del péndulo que batía el segundo en Berlín marcaron siete años más tarde el comienzo de una nueva era en la geodesia. De hecho, el péndulo reversible, tal como lo utilizaron los geodesistas a finales del siglo XIX, se debió en gran parte al trabajo de Bessel, porque ni Johann Gottlieb Friedrich von Bohnenberger, su inventor, ni Henry Kater quien lo utilizó en 1818 aportaron las mejoras que resultarían de las preciosas indicaciones de Bessel, y que convirtieron el péndulo reversible en uno de los instrumentos más fiables que pudieron utilizar los científicos del siglo XIX. El péndulo reversible construido por los hermanos Repsold fue utilizado en Suiza en 1865 por Émile Plantamour para la medición de la gravedad en seis estaciones de la red geodésica suiza. Siguiendo el ejemplo de ese país y bajo el patrocinio de la Asociación Geodésica Internacional, Austria, Baviera, Prusia, Rusia y Sajonia realizaron determinaciones de gravedad en sus respectivos territorios.
Sin embargo, esos resultados sólo podían considerarse provisionales en la medida en que no tuvieran en cuenta los movimientos que las oscilaciones del péndulo transmitían a su plano de suspensión, que constituían un importante factor de error en la medición tanto de la duración de las oscilaciones como de la longitud del péndulo. De hecho, la determinación de la gravedad por el péndulo está sujeta a dos tipos de error. Por un lado la resistencia del aire y por otro lado los movimientos que las oscilaciones del péndulo transmiten a su plano de suspensión. Esos movimientos fueron particularmente importantes con el dispositivo diseñado por los hermanos Repsold sobre las indicaciones de Bessel, porque el péndulo tenía una gran masa para contrarrestar el efecto de la viscosidad del aire. Mientras Emile Plantamour realizaba una serie de experimentos con este dispositivo, Adolphe Hirsch encontró una manera de resaltar los movimientos del plano de suspensión del péndulo mediante un ingenioso proceso de amplificación óptica. Isaac-Charles Élisée Cellérier, matemático ginebrino y Charles Sanders Peirce desarrollarían de forma independiente una fórmula de corrección que permitiría utilizar las observaciones realizadas con este tipo de gravímetro.

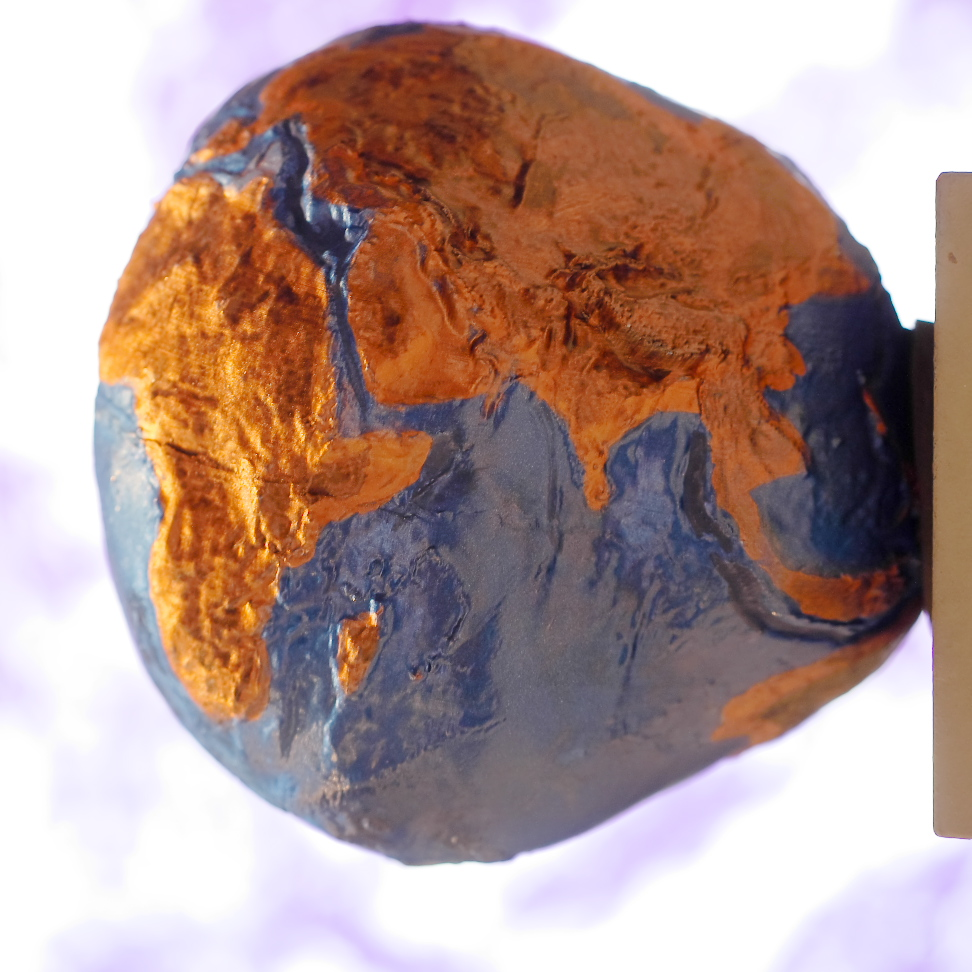
Modelo tridimensional del llamado "Potsdamer Kartoffel" (Patata de Potsdam) con un aumento de 15000 veces el nivel de la superficie de la tierra, Potsdam (2017)

Como afirmó Carlos Ibáñez e Ibáñez de Ibero, si la metrología de precisión había necesitado de la ayuda de la geodesia, está no podría seguir prosperando sin la ayuda de la metrología. De hecho, expresar todas las medidas de los arcos terrestres en función de una única unidad, y todas las determinaciones de la fuerza de gravedad con el péndulo, no hubiese sido posible si la metrología no hubiera creado una unidad común, adoptada y respetada por todas las naciones civilizadas; eso permitió comparar, con gran precisión, en la misma unidad todas las reglas para medir las bases geodésicas, y todas las varillas de péndulo que tenían. Sólo cuando esa serie de comparaciones metrológicas se terminara con un probable error de una milésima de milímetro, la geodesia podría vincular los trabajos de las diferentes naciones entre sí, y luego proclamar el resultado de la medición del Globo.
Alexander Ross Clarke y Henry James publicaron los primeros resultados de las comparaciones de estándares en 1867. El mismo año en que Rusia, España y Portugal se unieron al Europäische Gradmessung y que la Conferencia General de la asociación propuso el metro como un estándar de longitud uniforme para la medición del arco y recomendó el establecimiento de una Oficina Internacional de Pesas y Medidas.
El Europäische Gradmessung decidió la creación de un estándar geodésico internacional en la Conferencia General celebrada en París en 1875. La Conferencia de la Asociación Internacional de Geodesia también trató sobre cual sería el mejor instrumento a utilizar para la determinación de la gravedad. Tras una profunda discusión en la que participó Charles Sanders Peirce, la asociación se decantó por el péndulo de reversión, que se había usado en Suiza, y que se resolvió rehacer en Berlín, en la estación donde Bessel realizó sus famosas mediciones. Se hizo la determinación de la gravedad por medio de aparatos de diversa índole empleados en diferentes países, con el fin de compararlos y así tener la ecuación de sus escalas.
La Convención del Metro se firmó en 1875 en París y se creó la Oficina Internacional de Pesas y Medidas bajo la supervisión del Comité Internacional de Pesas y Medidas. El primer presidente del Comité Internacional de Pesas y Medidas fue el geodesista español Carlos Ibáñez e Ibáñez de Ibero. También fue presidente de la Comisión Permanente de la Europäische Gradmessung de 1874 a 1886. En 1886 la asociación cambió su nombre a Asociación Geodésica Internacional e Ibáñez e Ibáñez de Ibero fue reelegido presidente. Permaneció en ese cargo hasta su muerte en 1891. Durante ese período la Asociación Geodésica Internacional ganó importancia mundial con la incorporación de Estados Unidos, México, Chile, Argentina y Japón. En 1883, la Conferencia General de la Europäische Gradmessung propuso seleccionar el meridiano de Greenwich como primer meridiano con la esperanza de que Estados Unidos y Gran Bretaña se adhirieran a la Asociación. Además, según los cálculos realizados en la oficina central de la asociación internacional sobre el arco meridiano de Europa occidental y África, el meridiano de Greenwich estaba más cerca de la media que el de París..

### Geodesia y matemáticas

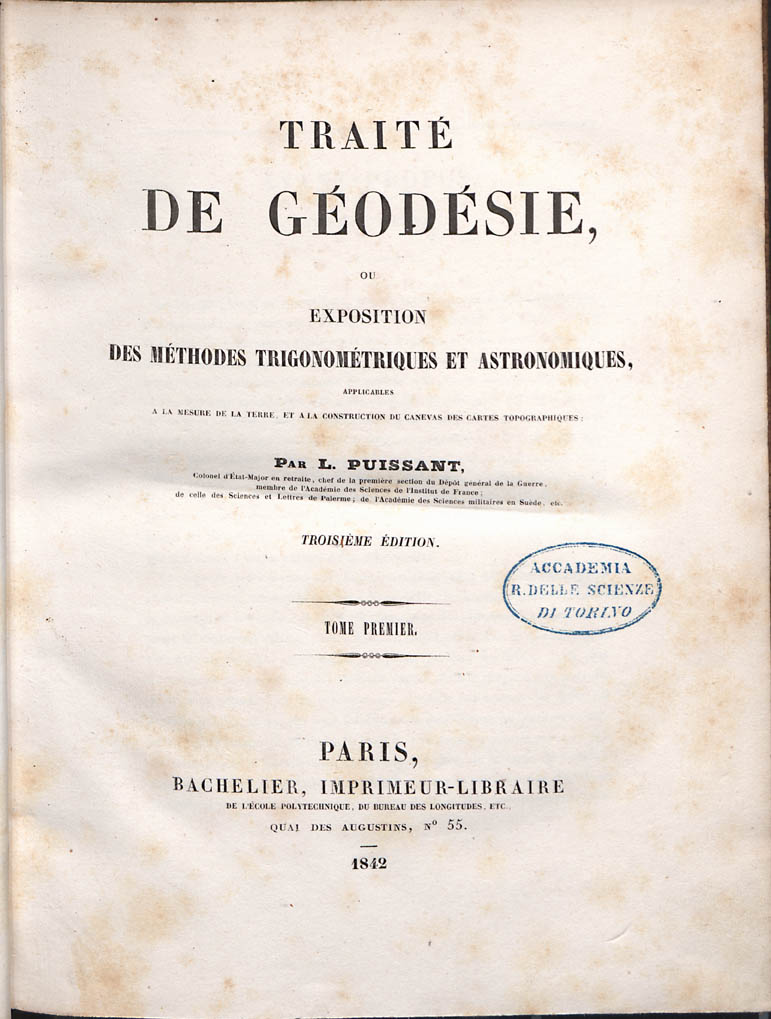
Louis Puissant, Traité de géodésie, 1842

En 1804 Johann Georg Tralles fue nombrado miembro de la Academia de Ciencias de Berlín. En 1810 se convirtió en el primer titular de la cátedra de matemáticas en la Universidad Humboldt de Berlín. Ese mismo año fue nombrado secretario de la clase de matemáticas de la Academia de Ciencias de Berlín. Tralles mantuvo una importante correspondencia con Friedrich Wilhelm Bessel y apoyó su nombramiento en la Universidad de Königsberg.
En 1809 Carl Friedrich Gauss publicó su método para calcular las órbitas de los cuerpos celestes. En ese trabajo afirmó haber estado en posesión del método de mínimos cuadrados desde 1795. Esto naturalmente llevó a una disputa de prioridad con Adrien-Marie Legendre. Sin embargo, para crédito de Gauss, fue más allá de Legendre y logró conectar el método de los mínimos cuadrados con los principios de probabilidad y con la distribución normal. Había logrado completar el programa de Laplace de especificar una forma matemática de la densidad de probabilidad para las observaciones, dependiendo de un número finito de parámetros desconocidos, y definir un método de estimación que minimizase el error de estimación. Gauss demostró que la media aritmética es de hecho la mejor estimación del parámetro de ubicación al cambiar tanto la densidad de probabilidad como el método de estimación. Luego dio la vuelta al problema preguntando qué forma debería tener la densidad y qué método de estimación debería usarse para obtener la media aritmética como estimación del parámetro de localicación. En este intento, inventó la distribución normal.
En 1810, después de leer el trabajo de Gauss, Pierre-Simon Laplace, después de probar el teorema del límite central, lo utilizó para dar una gran justificación muestral para el método de los mínimos cuadrados y la distribución normal. En 1822, Gauss pudo afirmar que el enfoque de mínimos cuadrados para el análisis de regresión era óptimo en el sentido de que en un modelo lineal donde los errores tienen una media de cero, no están correlacionados y tienen varianzas iguales, el mejor estimador lineal insesgado de los coeficientes es el estimador de mínimos cuadrados. Ese resultado se conoce como el teorema de Gauss-Markov.
La publicación en 1838 de Friedrich Wilhelm Bessel Gradmessung in Ostpreussen marcó una nueva era en la ciencia de la geodesia. Aquí se encontró el método de mínimos cuadrados aplicado al cálculo de una red de triángulos y la reducción de las observaciones en general. La forma sistemática en que se tomaron todas las observaciones con el fin de obtener resultados finales de extrema precisión fue admirable. Bessel también fue el primer científico que se dio cuenta del efecto que más tarde se llamó ecuación personal, de que varias personas que observan simultáneamente determinan valores ligeramente diferentes, especialmente registrando el tiempo de transición de las estrellas.
La mayoría de las teorías relevantes fueron derivadas por el geodesista alemán Friedrich Robert Helmert en sus famosos libros Die mathematischen und physikalischen Theorien der höheren Geodäsie, volúmenes 1 y 2 (1880 y 1884, resp.). Helmert también derivó el primer elipsoide global en 1906 con una precisión de 100 metros (0,002% del radio de la Tierra). El geodesista estadounidense Hayford derivó un elipsoide global hacia 1910, basado en la isostasia intercontinental y con una precisión de 200 m. Fue adoptado por la IUGG como «elipsoide internacional 1924».